# 我 (耆那教)
我， 或稱命我，佛教稱之壽者，源自印度教的命者，在耆那教教義中，意指真正的自我，相當於人的靈魂。它超越了由形質所構成的、外顯可見的補特伽羅，類似於婆羅門教數論派的教義中 神我的概念。在耆那教的宇宙觀之中，命我是形成世界的基本原料之一。這個術語最早起源於吠陀教教義中的“梵我”，各個本土印度宗教中皆曾被使用。

## 簡介
耆那教大致上把萬物歸類為兩類，即基料和非基料，而命我是由基料所構成的，但並不是非命，相對於空間和時間等「不是存活著的事物」而言，命我是存活著的。雖然命我是由基料所構成的，但是命我被認為是堅不可摧的，是眾生真正的自我，只是其原有的自性因受罪業遮敝而無法顯露出來。耆那教認為命我與屬於非命的補特伽羅共同構成完整的個體，故此眾生是由基料所構成的，耆那教也認為一位身體完全屬於非基料的薄伽梵是絕對無法造創和干預世界的，因此耆那教反對神創論。耆那教認為命我自無始以來便受業力所束縛，因此通過苦行，便能夠去除舊有的罪業，而在生活中儘量不做違背道德的事情，則不再增加更多的罪業，最終得以脫離苦海。

## 佛教觀點
佛教否認命我存在，認為這是因無明而產生的錯誤見解，而且正正因為執著於存在一個不變的自我，所以才會不斷產生錯誤的觀念，導致眾生不斷產生罪業，又因受業力和執念所束縛而被困在輪迴之中，因而無法出離世間、進入涅槃。

## 文字註釋
1. ↑  耆那教認為空間本身是實有的，而對時間的性質則無定論